# Площадь Дружбы Народов (Чернигов)
Безымянная площадь (до 2023 года — Площадь Дружбы Народов) (укр. Безіменна площа, до 2023 року — площа Дружби Народів) — площадь в Деснянском районе Чернигова на пересечении проспекта Мира, улиц Софии Русовой и Вячеслава Черновола.

## История
Площадь возникла вследствие реконструкции и новой жилой застройки улицы Ленина (ныне проспект Мира). В 1982 году названа в честь 60-летия образования СССР. В центре была установлена колона с изображением Герба СССР и флагов союзных республик; ныне гербы и флаги заменены символами города Чернигова.
В 1982 году построены 14-этажные дома на улице Ленина, в частности вокруг новой площади Дружбы народов, силами комбината «Черниговгорстрой».
6 декабря 1982 года новая площадь получила название площадь имени Дружбы народов — в честь одного из главных провозглашённых принципов развития социалистических обществ Дружбы народов, согласно Решению исполнительного комитета Черниговского городского совета № 665 «Про наименование площади имени Дружбы народов» («Про найменування площі імені Дружби народів»).
С целью проведения политики очищения городского пространства от топонимов, которые возвеличивают, увековечивают, пропагандируют или символизируют Российскую Федерацию и Республику Беларусь, 21 февраля 2023 года Решением Черниговского городского совета № 29/VIII-7 «Про переименование улиц в городе Чернигове» («Про перейменування вулиць у місті Чернігові») было отменено Решение исполнительного комитета Черниговского городского совета от 6.12.1982 № 665 «Про наименование площади имени Дружбы народов».

## Описание

Вид на юг

Движение частично урегулировано светофорами. На площади расположена Стела Дружбы Народов.
По обе стороны проспекта Мира расположена многоэтажная жилая застройка, северо-западный угол проспекта Мира и улицы Вячеслава Черновола и юго-восточный угол угол проспекта Мира и улицы Софии Русовой заняты усадебной застройкой. Южнее площади примыкает бульвар по проспекту Мира.
На площади есть разворот для троллейбусных маршрутов, который на данный момент не применяется для действующих маршрутов.
Транспорт:
- троллейбусные маршруты № 3, 4, 9, 9а близлежащая остановка гостиница «Градецкая».
- автобус/марш. такси маршрутов № 2а, 7, 9, 20, 24, 24а, 27, 30, 33, 37, 42 близлежащая остановка гостиница «Градецкая».